# Feist-Sektkellerei

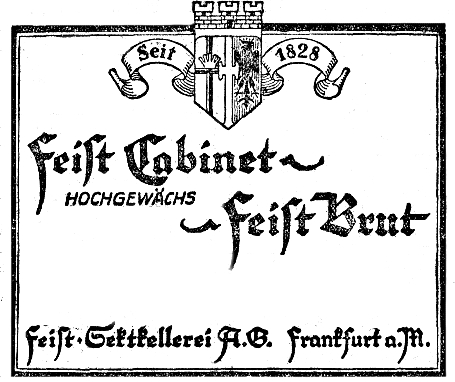
Werbeanzeige in der Vossischen Zeitung
vom 1. Januar 1921

Die Feist-Sektkellerei AG hatte ihren Firmensitz in Frankfurt am Main. Das Nachfolgeunternehmen „Feist Belmont'sche Sektkellerei GmbH“ mit Sitz in Trier ist inzwischen eine Tochter der „Sektkellerei Schloss Wachenheim“.

## Geschichte
Im Jahr 1795 durften sich die aus Koblenz stammenden Juden Josef Feist (??–1795), dessen Sohn Löb Josef Feist (1770–1816) und – zwei Jahre später (1797) – Josefs Verwandter Moses Feist, alle genannt Schuppach (auch Schubach), mit Ehefrau Täubchen, geborene Callmann aus Trier, alle kurtrierische Schutzjuden, auf Empfehlung von Erzherzog Carl als erste jüdische Weinhändler in der Frankfurter Judengasse niederlassen. Bedingt durch die Kontinentalsperre war es bald nicht mehr möglich, Transport und Handel des französischen Rotweins über die deutschen Seehäfen abzuwickeln. Stattdessen wurde dieser Wein jetzt über Land auf dem Weg über Frankfurt geliefert.
Die Enkelsöhne Feist gründeten im Jahr 1828 das Unternehmen „Gebrüder Feist & Söhne“, eine „Fabrik moussierender Rhein- und Moselweine“, Firmensitz im Jahr 1868 in der Neuen Mainzerstraße 40 in Frankfurt. Jahrzehnte später war die Firma, ab Juli 1908 als „Feist-Sektkellerei AG“, eine der erfolgreichsten und bekanntesten Sektkellereien des Deutschen Reiches geworden. Alfred Feist-Belmont (1883–1945) leitete im Jahr 1914 das Unternehmen, als der Erste Weltkrieg begann. Er engagierte mit den Grafikern Emil Doepler jun., der für Kaiser Wilhelm II. die preußische Königskrone entworfen hatte, und Carl Tips die besten Designer seiner Zeit und verschaffte sich durch intensive Werbung einen starken Wettbewerbsvorteil.
Mit patriotischen Bildmotiven und der speziell für die kämpfende Armee abgefüllten Sektmarke „Feist Feldgrau“ wurde das Geschäft forciert. Die Etiketten zeigen Flieger, die ihre Luftsiege bei „Feist Feldgrau im Felde“ feiern und einen Landser, der eine Kiste „Feist Cabinett Hochgewächs“ durch den Wald schleppt. Im letzten Kriegsjahr konnte die Sektkellerei allerdings nicht mehr liefern.

Aktie über 200 RM der Feist-Sektkellerei AG vom Juni 1940

In der NS-Zeit und im Zweiten Weltkrieg wurde die Sektkellerei mehrfach weiterverkauft. Ab August 1941 hieß das Unternehmen „Feist-Belmont'sche Sektkellerei AG“, später wurde es als „Feist Belmont'sche Sektkellerei GmbH“ nach Trier verlegt.